# Acrosternum heegeri
Acrosternum heegeri är en insektsart som beskrevs av Franz Xaver Fieber 1861. Acrosternum heegeri ingår i släktet Acrosternum och familjen bärfisar. Inga underarter finns listade i Catalogue of Life.